# (6427) 1995 FY
(6427) 1995 FY (1995 FY, 1972 TA5, 1979 WL5, 1985 JM2, 1986 UY3, 1988 GN2, 1988 JW1, 1989 SE10) — астероїд головного поясу, відкритий 28 березня 1995 року.
Тіссеранів параметр щодо Юпітера — 3,604.